# Batalha de Bengasi (2014–2017)
Batalha de Bengasi foi uma grande batalha da Segunda Guerra Civil Líbia que se iniciou em outubro de 2014.
Após várias escaramuças nos anos anteriores, o autoproclamado "Exército Nacional Líbio" do governo de Tobruk, comandado pelo general Khalifa Haftar, lança em 15 de outubro de 2014 uma ofensiva para tentar assumir o controle total da cidade de Bengazi parcialmente ocupada por vários grupos islamitas e jihadistas filiados ao Conselho da Shura de Revolucionários de Bengazi (apoiado pela Sala de Operações dos Revolucionários Líbios e pelas Brigadas de Misrata) e ao Estado Islâmico na Líbia. A batalha foi uma consequência direta do fracasso da Ofensiva do Aeroporto de Benina pelos revolucionários de Bengazi e seus aliados, o que permitiu que as forças do Exército Nacional Líbio se reagrupassem e atacassem Bengazi.
Em maio de 2016, o Exército Nacional Líbio controlava pelo menos 90% da cidade, incluindo o principal bairro da Ansar Al-Sharia, Al-Laithi, a Universidade Bengazi e uma fábrica de cimento.
Vários revolucionários de Bengazi se reagrupariam mais tarde e anunciariam a formação das Brigadas de Defesa de Bengazi em junho de 2016, para apoiar o Conselho da Shura.  Apesar da declaração do general do Exército Nacional Líbio Khalifa Haftar sobre a libertação da cidade, dezenas de homens armados permaneceram fortificados e sitiando Sidi Akribesh de acordo com fontes próximas aos militares. 
Após quase três anos de combates, a cidade passou inteiramente sob o controle do Exército Nacional Líbio em 30 de dezembro de 2017.